# KLT–40
A KLT–40 (orosz betűkkel: КЛТ–40) felszíni hajók számára kifejlesztett szovjet-orosz atomreaktor, amit napjainkban a Tajmir osztályú atomjégtörőkön használnak, és ilyen reaktor üzemel a Szevmorputy atommeghajtású teherszállító jégtörőn is.
A reaktort a gorkiji (ma: Nyizsnyij Novgorod) OKMB Afrikantov tervezőirodában fejlesztették ki.
A reaktor nyomottvizes technológiával működik. Üzemanyagként dúsított urán-235-öt használnak. A reaktor hőteljesítménye 135 MW, az alkalmazó hajók rendszereitől függően ezzel 32–35 MW villamos teljesítményt állítanak elő. A reaktorban átlagosan három évente kell üzemanyagot cserélni.
A reaktort először az 1988-ban üzembe állított Szevmorputy jégtörő teherszállító hajóba építették be. Modernizált változata a KLT–40M, amit a Tajmir és a Vajgacs atomjégtörőkbe építettek. Továbbfejlesztett változata a KLT–40SZ, amit az Oroszországban kifejlesztett úszó atomerőművekben alkalmaznak. Az első úszó atomerőmű, az Akagyemik Lomonoszov 2019 óta a csukcsföldi Pevekben állomásozik.
A KLT–40SZ-el szerzett tapasztalatok alapján fejlesztették ki az orosz hajófedélzeti atomreaktorok következő generációját, a RITM–200-t.